# یواس‌اس امیکاس (ای‌آرال-۲)
یواس‌اس امیکاس (ای‌آرال-۲) (به انگلیسی: USS Amycus (ARL-2)) یک کشتی بود که طول آن ۳۲۸ فوت (۱۰۰ متر) بود. این کشتی در سال ۱۹۴۳ ساخته شد.